# أوتو فريدريش رانك
أوتو فريدريش رانك (بالألمانية: Otto Friedrich Ranke)‏ (17 أغسطس 1899 في ميونيخ - 19 نوفمبر 1959 في إرلانجن) عالمًا فيزيائيًا وأستاذًا جامعيًا. قدم ران الميثامفيتامين كمحسّن لأداء الفيرماخت خلال الحرب العالمية الثانية.

## الأنشطة السياسية والعسكرية
كان رانك عضوًا في منظمة الخوذة الحديدية، رابطة جنود الجبهة شبه العسكرية في فايمار، التي تم حلها ودمجها في كتيبة العاصفة (SA) من 1934 إلى 1935، وكان عضوًا في رابطة المعلمين الاشتراكيين الوطنية. في عام 1935 التحق رانك بمعهد البحوث الطبية للطيران التابع للأكاديمية الطبية العسكرية في برلين، حيث عمل هوبرتوس ستروغولد. تم تعيين رانك عام 1936 كأستاذ (غير عادي) في جامعة برلين. من عام 1937 إلى عام 1945، ترأس الأكاديمية الطبية العسكرية ومعهد علم وظائف الأعضاء العامة والعسكرية. انضم رانك إلى الفيرماخت في عام 1939 وأجرى أبحاثًا في الأكاديمية الطبية العسكرية لطب الطيران حول تنظيم الحرارة وعلم وظائف الأعضاء الغذائية. كما عمل رانك كضابط استشاري في الجيش. شارك ضابط الأركان الطبي رانك في المؤتمر المعنون «المشكلات الطبية الناشئة عن البحر والشتاء» ( Tagung über Ärztliche Fragen bei Seenot und Wintertod ) في 26 و27 أغسطس 1942 في نورمبرج، حيث كانت تجارب انخفاض حرارة الجسم في معسكر اعتقال داخاو. إلى جانب كارل براندت، كان رانك، من عام 1944، عضوًا في العديد من المجالس الاستشارية العلمية.

## إدخال الميثامفيتامين في المجال العسكري
في محاولة لجعل جنود خط المواجهة والطيارين المقاتلين يقاتلون لفترة أطول، وبقدر أقل من الاهتمام بالسلامة الفردية، أمرهم الجيش الألماني بأخذ حبوب مصنوعة من الميثامفيتامين ومنشط أساسه الكوكايين. دواء الميثامفيتامين الذي طورته شركة تملر للأدوية ومقرها برلين، دخل السوق المدنية لأول مرة عام 1938 سرعان ما أصبح الأعلى مبيعا بين السكان الألمان. تم عرض الدواء على رانك، في ذلك الوقت طبيب عسكري ومدير معهد علم وظائف الأعضاء العام والدفاع في أكاديمية الطب العسكري في برلين.  تشبه تأثيرات الأمفيتامينات آثار الأدرينالين التي ينتجها الجسم، مما يؤدي إلى حالة تأهب عالية. في معظم الناس، تزيد المادة من الثقة بالنفس والتركيز والاستعداد لتحمل المخاطر وفي الوقت نفسه تقلل من الحساسية للألم والجوع والعطش والحاجة إلى النوم. في سبتمبر 1939، اختبر رانك الدواء على 90 طالب جامعي وخلص إلى أن الميثامفيتامين يمكن أن يساعد الفيرماخت في كسب الحرب. إن الكوكايين، الذي تتداخل آثاره إلى حد كبير مع آثار الأمفيتامين ولكنه يتميز بنشوة أكبر، أضيف لاحقًا إلى التركيبة لزيادة الفاعلية من خلال الآثار المضاعفة للتفاعل الدوائي ولتعزيز استخدام الأفراد.
انتقدت بعض السلطات الطبية نظام الأدوية هذا، حيث بلغ عدد الأقراص الموزعة بالملايين، حيث كان لها عواقب سلبية على أن العديد من الجنود أصبحوا مدمنين على المخدرات وغير مجديين في أي قدرة عسكرية، سواء كانت قتالية أو داعمة.

## السنوات اللاحقة والموت
بعد الحرب، أصبح رانك رئيسًا لمعهد الفسيولوجيا بجامعة إرلانجن. في عام 1946، بعد ثلاثة أشهر، قامت الحكومة العسكرية الأمريكية بصرفه. من منتصف سبتمبر 1947 حتى وفاته، عمل رانك أستاذا لعلم وظائف الأعضاء بجامعة إرلانجن وفي الوقت نفسه مديرًا للمعهد الفسيولوجي.  اهتماماته البحثية كانت فيزيولوجيا الحسية والغذائية وعلم وظائف الأعضاء من التمثيل الغذائي. رانكي مؤلف للعديد من المنشورات العلمية. في عام 1950 جنبا إلى جنب مع كونراد لانج قام بتحرير كتاب مدرسي عن الأيض والتغذية. توفي ران في عام 1959 بشكل غير متوقع بسبب تجلط الدم الشرياني أثناء نومه.